# Orientalium dignitas

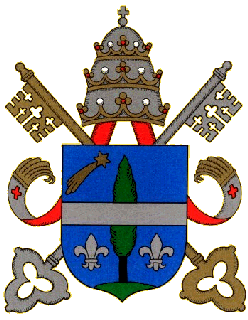
Wappen Papst Leos XIII.

Orientalium dignitas ist ein Apostolisches Schreiben von Papst Leo XIII., es wurde am 30. November 1894 veröffentlicht und trägt den Untertitel Über die Ostkirchen. Leo XIII. fordert in diesem Schreiben, dass sich die Ostkirchen, bei aller wünschenswerten Annäherung, letzten Endes in der Frage des Primats dem Papst zu unterstellen haben. Er belegt dieses mit der durch seinen Vorgänger Benedikt XIV. erlassenen Verfassung vom 24. Dezember 1743.
Leo XIII. sandte diese aktualisierte Verfassung an den griechischen Melkiten Patriarch von Antiochia und an alle Bischöfe der Ostkirchen, mit der Aufforderung sich dieser Ordnung zu unterwerfen. Er garantiert den Patriarchen der Ostkirche die Beibehaltung ihrer Eigenarten, lobt deren Treue zum Glauben und erinnert an die geistige Arbeit die im Institut von Athen, das von Papst Gregor XIII. gegründet wurde, geleistet wird.

## Regelwerk zum Verhältnis der Ostkirchen und der Lateinischen Kirche
Leo XIII. legt, auf der Grundlage des von Benedikt XIV. erlassenen Dekrets, einige Anordnungen fest:
- Kein Missionar des lateinischen Ritus darf den Versuch unternehmen, einen Geistlichen der Ostkirchen zum Wechsel zum lateinischen Ritus zu zwingen. Dieser Versuch wird unter Strafe gestellt.
- Wenn ein Patriarch der Ostkirche einen Geistlichen seines Ritus entbehrt, kann er einen Priester eines anderen Ritus mit der Spendung der Sakramente und der Seelsorge der Gemeinde beauftragen. Die Gläubigen soll die Möglichkeit gewährt werden, die Kommunion in jedem Ritus zu empfangen. Auch wenn die Gläubigen die Kommunion lange Zeit außerhalb ihres eigenen Ritus empfingen, soll man nicht davon ausgehen, dass sie zum anderen Ritus übergetreten seien.
- Der Priesternachwuchs in den Ostkirchen soll an den Instituten der Ostkirche, in deren Sprache und nach deren Riten erfolgen und die Einhaltung der Fastentage soll ihnen ermöglicht werden.
- Dasselbe soll für die Institute von Ordensfrauen gelten, die sich der Bildung und Erziehung von Mädchen widmen. Änderungen sollen in Absprache mit dem Patriarchen und dem Heiligen Stuhl erfolgen.
- Neue Schulen oder Gründungen des lateinischen Ritus werden in Zukunft nur noch nur noch mit Genehmigung des Apostolischen Stuhls eröffnet.
- Die Erteilung der Absolution ist für die römisch-katholischen Priester und die Priester des östlichen Ritus nur in dem eigenen Ritus, Ausnahmen können erteilt werden, rechtgemäß.
- Es ist sowohl für Priester des lateinischen als auch des östlichen Ritus nicht rechtmäßig, Gläubigen des jeweils anderen Ritus die Absolution zu spenden, es sei denn, die entsprechende Erlaubnis dazu läge vor. Entsprechende Privilegien aus früheren Zeiten gelten als widerrufen.
- Wer vom östlichen zum lateinischen Ritus gewechselt hat, soll auf Anfrage beim Apostolischen Stuhl die Möglichkeit erhalten, zum östlichen Ritus zurückzukehren.
- Frauen, die einen Ehepartner des jeweils anderen Ritus geheiratet haben, sollen die Freiheit haben, bei der Heirat zum Ritus ihres Ehemannes zu wechseln und nach dem Ende der Ehe zu ihrem ursprünglichen Ritus zurückzukehren.
- Weder die Entscheidungen des Ehegerichts noch die des Kirchengerichts obliegen dem apostolischen Delegaten; sie sollen stattdessen der Kongregation für die Verteidigung des Glaubens überlassen sein.